# Shirley Warde
Pour les articles homonymes, voir Warde.
Shirley Warde (23 janvier 1901 - octobre 1991) est une actrice et dramaturge américaine qui a joué dans des productions théâtrales des années 1910 aux années 1930, dans des productions cinématographiques des années 1930 aux années 1940, et qui a produit des scénarios de pièces de théâtre et de pièces radiophoniques pendant la plus grande partie de sa vie, à partir des années 1920. Née et élevée à New York, elle fréquente l'Ethical Culture School for theater (en) dès son plus jeune âge et commence à jouer dans des spectacles alors qu'elle n'est encore qu'une adolescente. Elle obtient de nombreux rôles principaux féminins et est connue pour son ambition de produire et de mettre en scène des pièces de théâtre. 
Tout en publiant des nouvelles dans des magazines populaires, Shirley Warde se consacre davantage à l'écriture de scénarios, abandonnant officiellement le théâtre en 1934 pour se lancer dans la production radiophonique. Cela l'amène également à rejoindre le Writers' War Board (en) pendant la Seconde Guerre mondiale. Tout au long de sa vie d'adulte, elle participe également activement à la foi baháʼíe, se rendant finalement au Belize dans les années 1960 en tant que missionnaire et décidant d'y rester en tant que dramaturge locale.

## Carrière
Née à Washington Heights, un quartier de de Manhattan à New York, Shirley Warde commence à jouer à l'âge de six ans lorsqu'elle monte une pièce qu'elle écrit elle-même pour son école, l'Ethical Culture School. À l'école de théâtre, elle reçoit l'enseignement d'Ada Dow Currier et travaille à l'écriture de plusieurs pièces en plus de jouer. Elle fait ses débuts officiels à quatorze ans dans la distribution de The Merry Wives of Windsor, une production du Criterion Theatre. Les rôles de théâtre qu'elle a à sa disposition se multiplient ensuite, ce qui lui permet d'obtenir un poste important dans The Music Master et une série de représentations dans les années qui suivent au théâtre qu'elle ouvre personnellement et organise. Son deuxième grand rôle est celui de la femme dans Smooth as Silk. Le succès massif de la pièce lui permet d'obtenir des rôles principaux dans la plupart des productions suivantes, comme celui de la méchante femme dans la production de 1926 de Yellow.
Parallèlement, elle réfléchit à des pièces de théâtre et commence à écrire des intrigues et des scénarios pendant son temps libre, emportant toujours un bloc-notes et un crayon lorsqu'elle quitte son domicile. En 1922, elle déclare dans une interview au Boston Globe qu'elle souhaite vivement devenir productrice de théâtre et participer à chaque étape de la production, y compris le choix de la distribution et des décors, et même la mise en scène. En 1924, elle soumet le scénario de sa pièce What's the Use à un concours du meilleur scénariste américain. Rupert Hughes lui suggère en 1927 de prendre ses notes et de rédiger des histoires complètes qui pourraient être proposées à des magazines, ce qu'elle commence à faire avec ses nouvelles dans des publications telles que Nash's Magazine et Cosmopolitan.
À cette époque, elle termine également l'écriture de deux pièces complètes, qui ont déjà été utilisées par la troupe qu'elle avait créée quelques années auparavant. En 1927, différents directeurs de théâtre envisagent de produire les manuscrits. Plus tard, en 1929, l'une de ses histoires est choisie pour être produite dans les films parlants de Samuel Goldwyn et Shirley Warde commence à travailler à un roman sur la vie théâtrale avec Vivian Cosby (en) comme coautrice. À la même époque, lorsqu'elle publie sa nouvelle The Economist dans le New York Daily News en 1934, elle cesse officiellement d'être actrice et se lance dans la radiodiffusion.
Shirley Warde rejoint le département de production commerciale de la Columbia Broadcasting Company en 1934[10] et est citée par Peter Dixon dans The World-News comme s'étant fait « une réputation de productrice et de réalisatrice parmi les plus habiles de la radio ». Elle finit par devenir scénariste et productrice adjointe de l'émission de radio Charlie McCarthy. Après l'entrée des États-Unis dans la Seconde Guerre mondiale, elle rejoint le Writers' War Board (en) et commence à produire des pièces de théâtre radiophoniques pour l'effort de guerre.

### Théâtre

#### Actrice
- Les Joyeuses Commères de Windsor[2]
- The Music Master (1917)[12]
- All The King's Horses (1919)[13]
- Aphrodite (1920) (Moussarian)[3]
- Smooth as Silk (1921) (Boots Carrola)[14]
- The Goose Hangs High (1924) (Dagmar Carroll)[15]
- The Cat and the Canary (1925)[16]
- The Old Soak (1925)[17]
- Kick In (1925)[18]
- The Green Beetle (1926)[19]
- Deep Yellow (1926) (Daisy Lingard)[20]
- Money From Home (1927)[21] (Jennie Patrick)[22]
- Blood Money (1927) (Julie Jones)[23]
- Among the Married (1927)[24]
- Red Dust (1928)[25]
- The Lady Lies (1928) (Joyce Roamer)[2]
- House Unguarded (1929)[26] (Laura Thorne)[27]
- Maggie the Magnificent (1929) (Margaret)[28]
- The First Mrs. Fraser (1933) (La deuxième Mrs. Fraser)[29]

#### Dramaturge
- What's the Use, a play in a prologue (1925)[6]
- Just a Pal (1930)[30]
- The Queen at Home (1930)[31]
- What Could The Poor Girl Do (1931)[32]
- Trick for Trick (1932)[33]
- The Boss King (1965), repris en 1976[34]

### Filmographie
- Le Secret du docteur Kildare (1939)
- Murder Over New York (1940)
- We Who Are Young (en) (1940)
- The Devil Commands (1941)